# Mora socken
Mora socken ligger i Dalarna, uppgick 1959 i Mora köping och området ingår sedan 1971 i Mora kommun och motsvarar från 2016 Mora distrikt.
Socknens areal är 1 537,37 kvadratkilometer, varav 1 392,77 land. År 2020 fanns här 17 032 invånare. Tätorterna Vinäs, Selja, Östnor, Bonäs, Vattnäs, Färnäs och Nusnäs samt tätorten och kyrkbyn Mora med sockenkyrkan Mora kyrka ligger i socknen.  

## Administrativ historik
Mora socken har medeltida ursprung. Mycket tidigt utbröts Malungs socken, på medeltiden Älvdalens socken, 9 december 1607 Venjans församling, 1636 Våmhus församling och före 1775 Solleröns församling. 1 maj 1917 införlivades Ulvsjö från en del av Lillhärdals sockens del i Kopparbergs län.
Vid kommunreformen 1862 övergick socknens ansvar för de kyrkliga frågorna till Mora församling och för de borgerliga frågorna till Mora landskommun. Ur landskommunen utbröts 1908 Morastrands köping. Denna köping och landskommunen uppgick 1959 i Mora köping som 1971 ombildades till Mora kommun. Församlingen utökades 2010.
1 januari 2016 inrättades distriktet Mora, med samma omfattning som församlingen hade 1999/2000.
Socknen har tillhört fögderier, tingslag och domsagor enligt vad som beskrivs i artikeln Dalarna. De indelta soldaterna tillhörde Dalaregementet, Mora och Orsa kompanier.

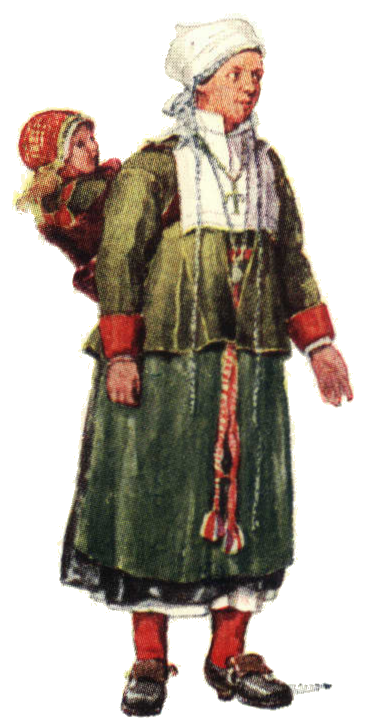
Folkdräkt, Mora socken

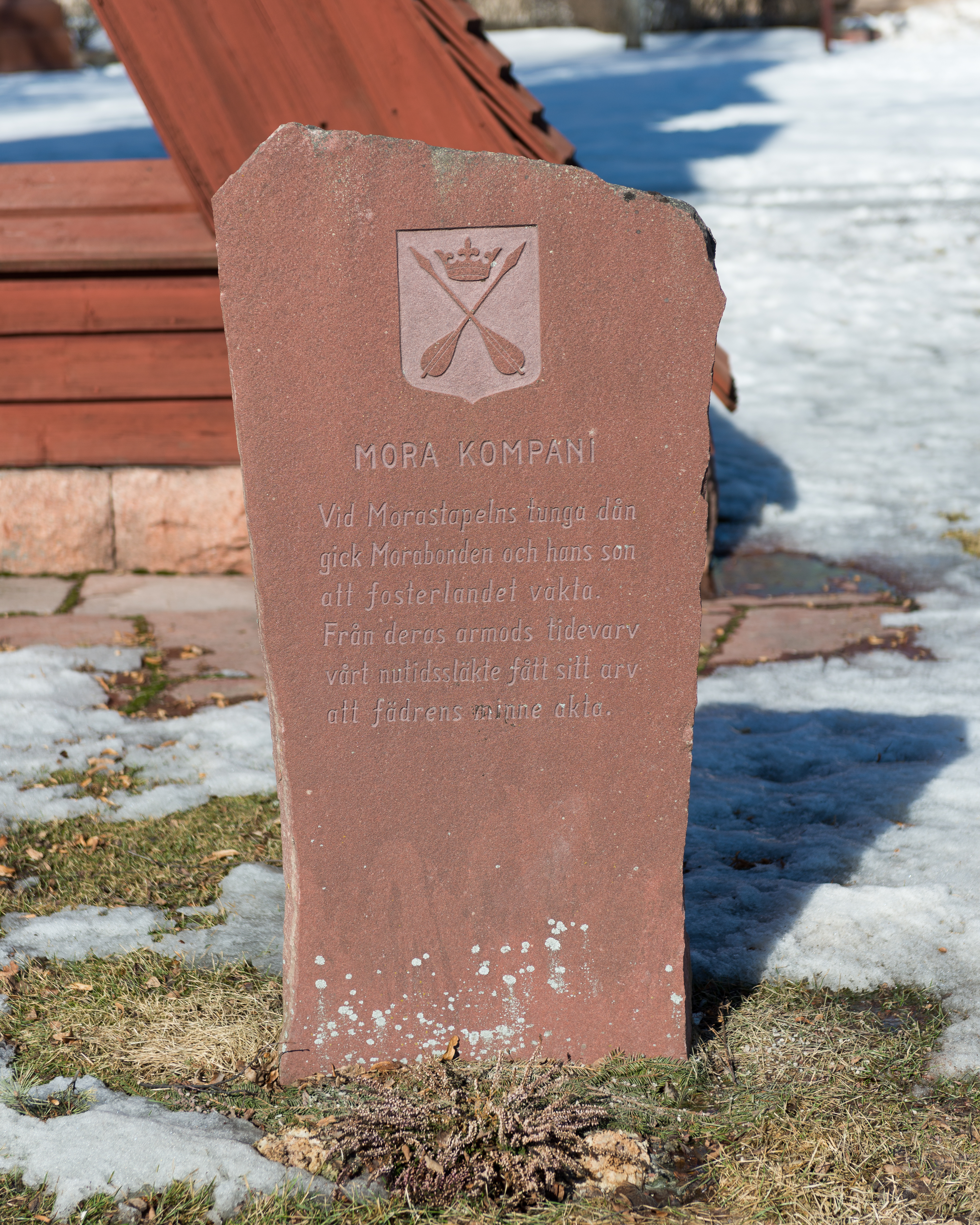
Monument över soldaterna i Mora kompani vid klockstapeln i Mora.

## Geografi
Mora socken ligger väster om Siljan och Orsasjön kring Österdalälven med Venjanssjön i sydväst. Socknen har odlingsbygd vid sjöarna och vattendragen och är i övrigt en myr- och sjörik skogsbygd med höjder som i Norra Garberg når 606 meter över havet.

## Fornlämningar
Cirka 30 boplatser från stenåldern och två större gravfält från järnåldern är funna. Dessutom har fångstgropar samt slagg från lågteknisk järnhantering påträffats.

## Namnet
Namnet (1325 Mora) innehåller mor, '(sumpig) granskog', syftande på ett område nära sockenkyrkan.

## Befolkningsutveckling
År 1773 drabbades socknen av missväxt, svält och epidemiutbrott. Tabellverkets mortalitetstabeller anger 877 döda år 1773. Av dessa avled 353 i dysenteri, 194 i hetsig sjukdom eller brännsjuka samt 150 av koppor eller mässling (de tre dödligaste sjukdomskategorierna). Detta kan jämföras med 276 döda år 1772 och 74 döda år 1774. Folkmängden var 7 522 personer år 1772 och endast 5 350 personer år 1775. Således dog nästan 12 procent av befolkningen under nödåret 1773.

Folkmängden i Mora församling, som då inkluderade Sollerön, Venjan och Våmhus, var 20 153 år 2010.
| Befolkningsutvecklingen i Mora socken 1750–2020 | Befolkningsutvecklingen i Mora socken 1750–2020 | Befolkningsutvecklingen i Mora socken 1750–2020 | Befolkningsutvecklingen i Mora socken 1750–2020 | Befolkningsutvecklingen i Mora socken 1750–2020 |
| --- | ----------------------------------------------- | ----------------------------------------------- | ----------------------------------------------- | ----------------------------------------------- |
| |                                                 |                                                 |                                                 |                                                 |
| År |                                                 |                                                 | Folkmängd                                       |                                                 |
| 1750 | 1750                                            |                                                 | 6 296                                           |                                                 |
| 1760 | 1760                                            |                                                 | 7 064                                           |                                                 |
| 1769 | 1769                                            |                                                 | 7 505                                           |                                                 |
| 1780 | 1780                                            |                                                 | 5 891                                           |                                                 |
| 1790 | 1790                                            |                                                 | 6 364                                           |                                                 |
| 1800 | 1800                                            |                                                 | 6 888                                           |                                                 |
| 1810 | 1810                                            |                                                 | 6 442                                           |                                                 |
| 1820 | 1820                                            |                                                 | 5 533                                           |                                                 |
| 1850 | 1850                                            |                                                 | 6 735                                           |                                                 |
| 1860 | 1860                                            |                                                 | 7 266                                           |                                                 |
| 1870 | 1870                                            |                                                 | 7 347                                           |                                                 |
| 1880 | 1880                                            |                                                 | 7 925                                           |                                                 |
| 1890 | 1890                                            |                                                 | 8 018                                           |                                                 |
| 1900 | 1900                                            |                                                 | 9 506                                           |                                                 |
| 1910 | 1910                                            |                                                 | 10 322                                          |                                                 |
| 1920 | 1920                                            |                                                 | 11 443                                          |                                                 |
| 1930 | 1930                                            |                                                 | 11 477                                          |                                                 |
| 1940 | 1940                                            |                                                 | 11 247                                          |                                                 |
| 1950 | 1950                                            |                                                 | 12 247                                          |                                                 |
| 1960 | 1960                                            |                                                 | 12 885                                          |                                                 |
| 1970 | 1970                                            |                                                 | 13 421                                          |                                                 |
| 1980 | 1980                                            |                                                 | 15 642                                          |                                                 |
| 1990 | 1990                                            |                                                 | 16 797                                          |                                                 |
| 2020 | 2020                                            |                                                 | 17 032                                          |                                                 |
| Anm: Källor: Tabellverkets arkiv, Umeå universitet - Tabellverket 1749-1859, Demografiska databasen, CEDAR, Umeå universitet, Befolkning per församling, Folkmängden per distrikt, landskap, landsdel eller riket efter kön. År 2015 - 2022. |                                                 |                                                 |                                                 |                                                 |